# Karniewo
Karniewo è un comune rurale polacco del distretto di Maków, nel voivodato della Masovia.
Ricopre una superficie di 129,38 km² e nel 2004 contava 5 459 abitanti.